# Acrobatiek

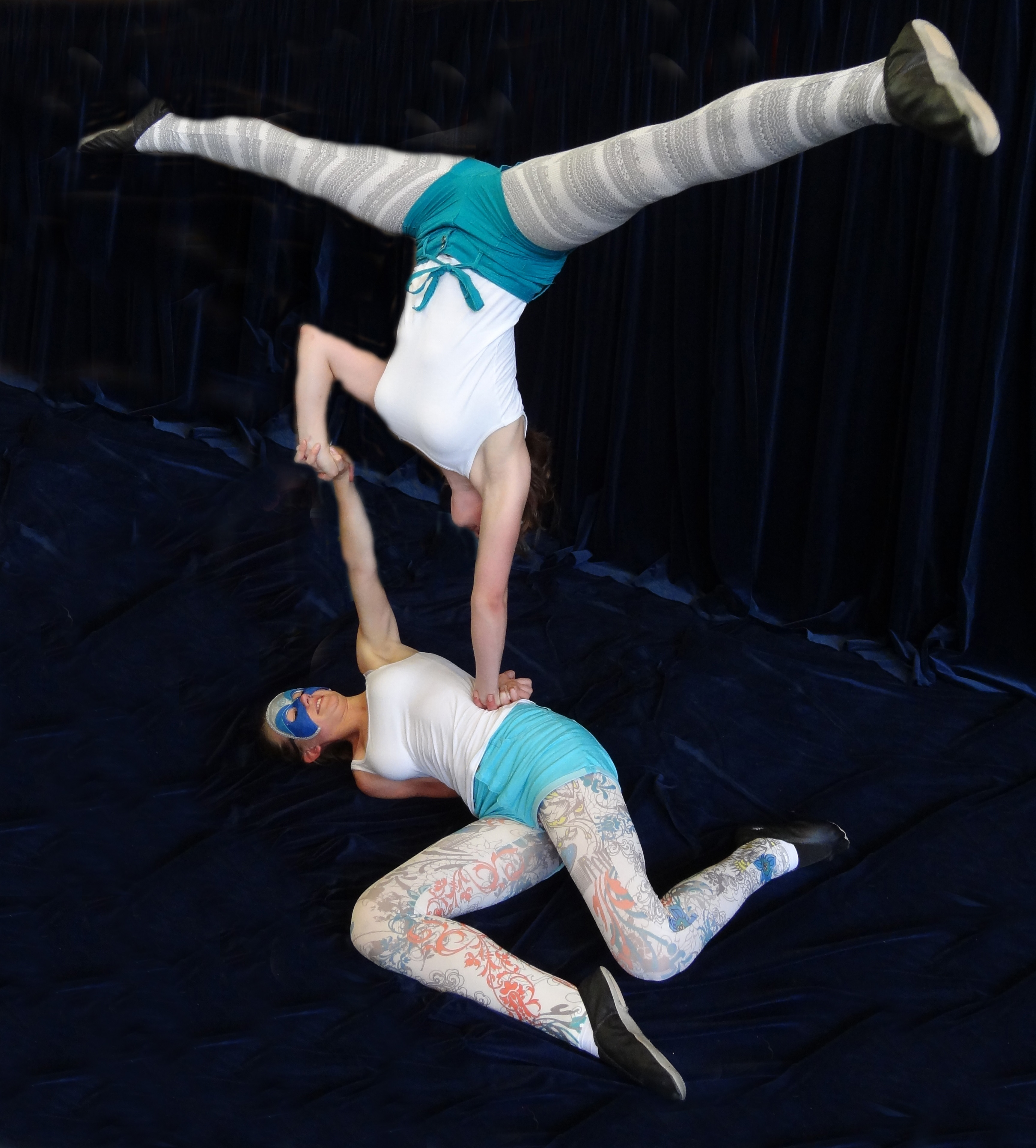
Acrobatiek van skillzgroup TwoB

Acrobatie(k) is het uitvoeren van uitzonderlijke prestaties, betreffende bewegingskunsten met het lichaam, waarbij vooral balans, behendigheid en coördinatie belangrijk zijn. Het woord komt uit het Grieks en het komt van 'ἄκρος/akros', wat spits betekent en 'βαίνειν/bainein', wat gaan betekent. Het wordt ook weleens vertaald als 'op tenen lopen'.

## Geschiedenis
Acrobatiek wordt sinds mensenheugenis gedaan, van in het oude China tot heden. Acrobatiek bestaat in vele vormen: luchtacrobatiek zoals verticaaldoek of (vliegende) trapeze en parterre-acrobatiek. In Nederland wordt met acrobatiek meestal parterre-acrobatiek bedoeld: de vorm van balans met meerdere mensen aan elkaar verbonden waarbij minstens één in contact blijft met de vloer.
Parterre-acrobatiek vindt plaats in losse trucs of in series van aaneengesloten trucs. Meestal hebben trucs fantasienamen, die zijn geïnspireerd op een vorm (Snoek, Stoeltje en Maria), en zijn series vernoemd naar steden zoals de Sittard of de Groninger.
De Como Brothers (Rijk Hoedt en Cor van Velthoven) hebben in Nederland school gemaakt met hun niveausysteem voor parterre-acrobatiek. De niveaus A en B behelzen beginners- en meer gevorderde trucs voor duo's, niveau C bestaat vooral uit triotrucs. Het hoogste haalbare niveau D is (semi)professioneel. Het hoogste niveau van de Como Brothers is E (zeer professioneel) maar die is echter nooit afgenomen als examen.
Acrobatiek heeft raakvlakken met dans, gymnastiek, acrogym, atletiek, klimmen, capoeira en andere vormen van sport.
Jaarlijks wordt tijdens Pinksteren het Nederlands Acrobatiek Festival georganiseerd, op wisselende locaties. Het festival wordt bezocht door honderden acrobaten uit Nederland, Duitsland en de rest van Europa.

## Galerij

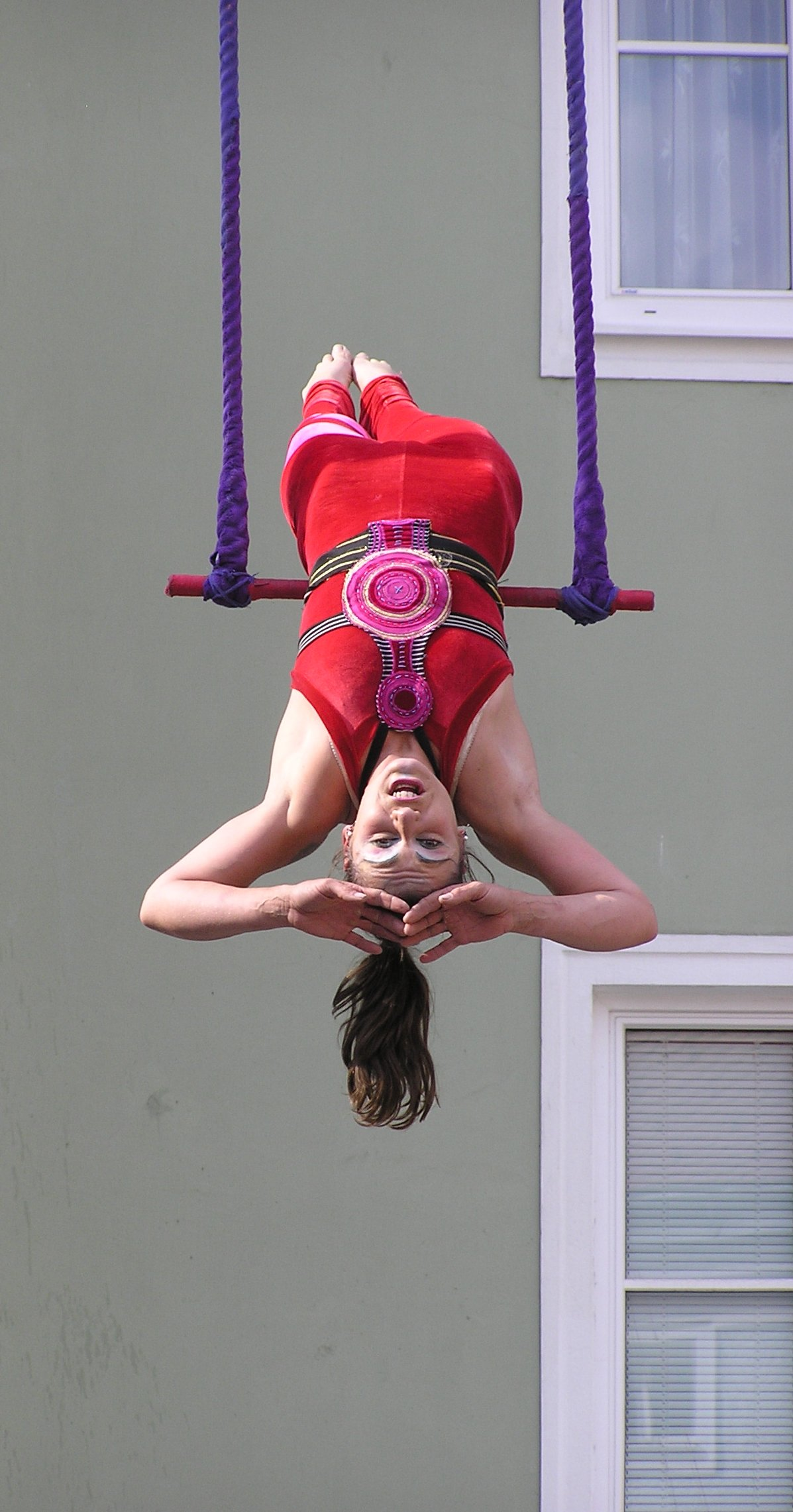
Rekstokacrobatiek (trapeze)
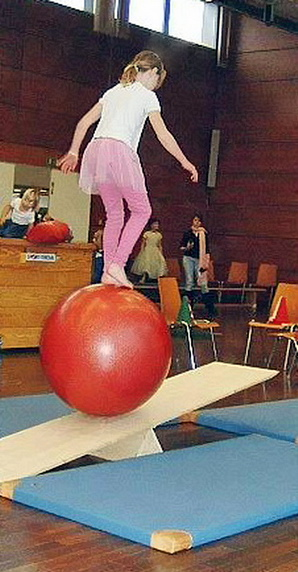
Evenwichtskunst
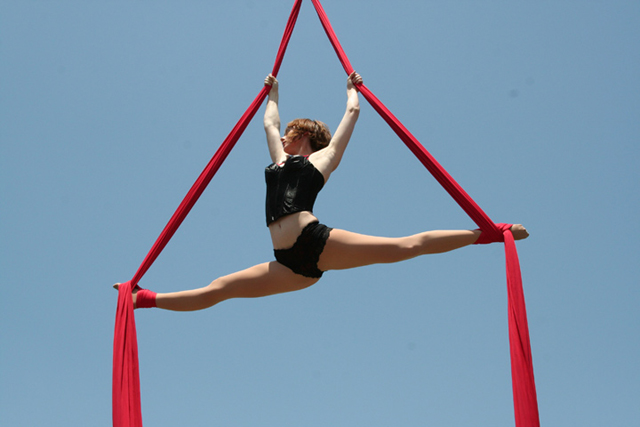
Luchtacrobatiek ("silk")
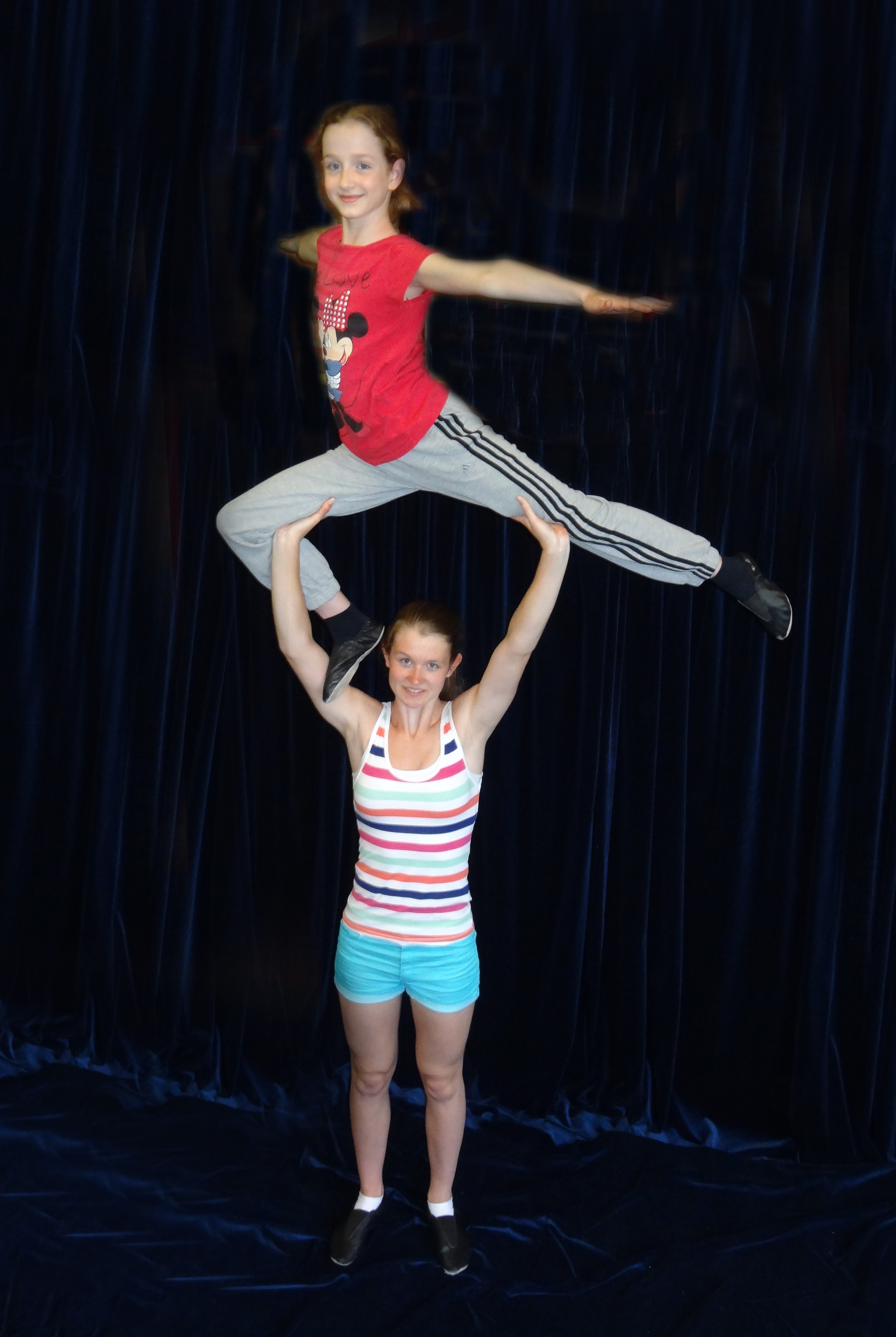
Duo acrobatiek
- Acrobaat op grote hoogte Polygoonjournaal 1931

## Acrobatiekverenigingen
- Stichting Stapel, Amsterdam[1]
- Op de Kop, Utrecht[2]
- Stichting Hoogwerk, Nijmegen
- AcroHaarlem, Haarlem
- Circus Waaghals, Nijmegen[3]
- Acropolis, Maastricht[4]
- Acrodoorn, Apeldoorn[5]
- Ravioli, Rotterdam[6]
- Zurcaroh, Götzis (Oostenrijk)[7]